# Relations entre l'Algérie et l'Argentine
Les relations entre l'Algérie et l'Argentine sont les relations extérieures entre l'Algérie et l'Argentine.

## Histoire
En 1962, l'Algérie obtient son indépendance de la France. Dans la même année, l'Argentine a établi des relations diplomatiques avec l'Algérie.
L'Algérie et l'Argentine sont membres du Groupe des 15, du Groupe des vingt-quatre, du Groupe des 77 et des Nations Unies.